# Тойгер
Тойгер (англ. Toyger, от англ. toy — «игрушка» и англ. tiger — тигр) — порода короткошёрстных домашних кошек, напоминающих игрушечных тигров. Выведена в США в конце 1980-х годов. В 1993 году была признана TICA в статусе «для регистрации», в 2000 году получила статус новой породы, а в 2007 — полные выставочные права.

## История
Автор породы Джуди Сагден (Judy Sugden) жила в Лос-Анджелесе и с самого детства имела отношение к разведению кошек: её мать Джин Милл — создательница знаменитой бенгальской породы домашних кошек.
В конце 1980-х годов Сагден занялась выведением породы полосатых кошек, похожих на миниатюрного тигра: длинное низкое тело, яркий блестящий мех, чёткие полосы и круговые отметки на голове (которых у домашних кошек не бывает), а также спокойный характер, чтобы тойгер стал популярной домашней породой. В основу породы легли гены домашней полосатой кошки и бенгальского кота. Позже Сагден привезла в свой питомник и уличного кота, подобранного в Кашмире и обладавшего полосами на ушах.
В 1993 году Международная ассоциация кошек (TICA), входящая во Всемирный фелинологический конгресс (WCC), начала регистрировать эту породу. В 2000 году тойгер был включён в выставочный список «новых пород», а в феврале 2007 года стал полноправной чемпионской породой. Другие организации — члены WCC тойгеров пока не признали.

## Описание
Стандарт породы описывает окрас кошки как чёткие тёмные полосы на коричневом фоне на спине, животе, груди, ногах и хвосте. Полосы на корпусе должны быть вертикальными, продольные полосы запрещены. Мех должен быть плюшевым, желательны баки по сторонам морды. Уши предпочтительны закруглённые, глаза небольшие и слегка прикрытые нависающими веками.

## Изображения

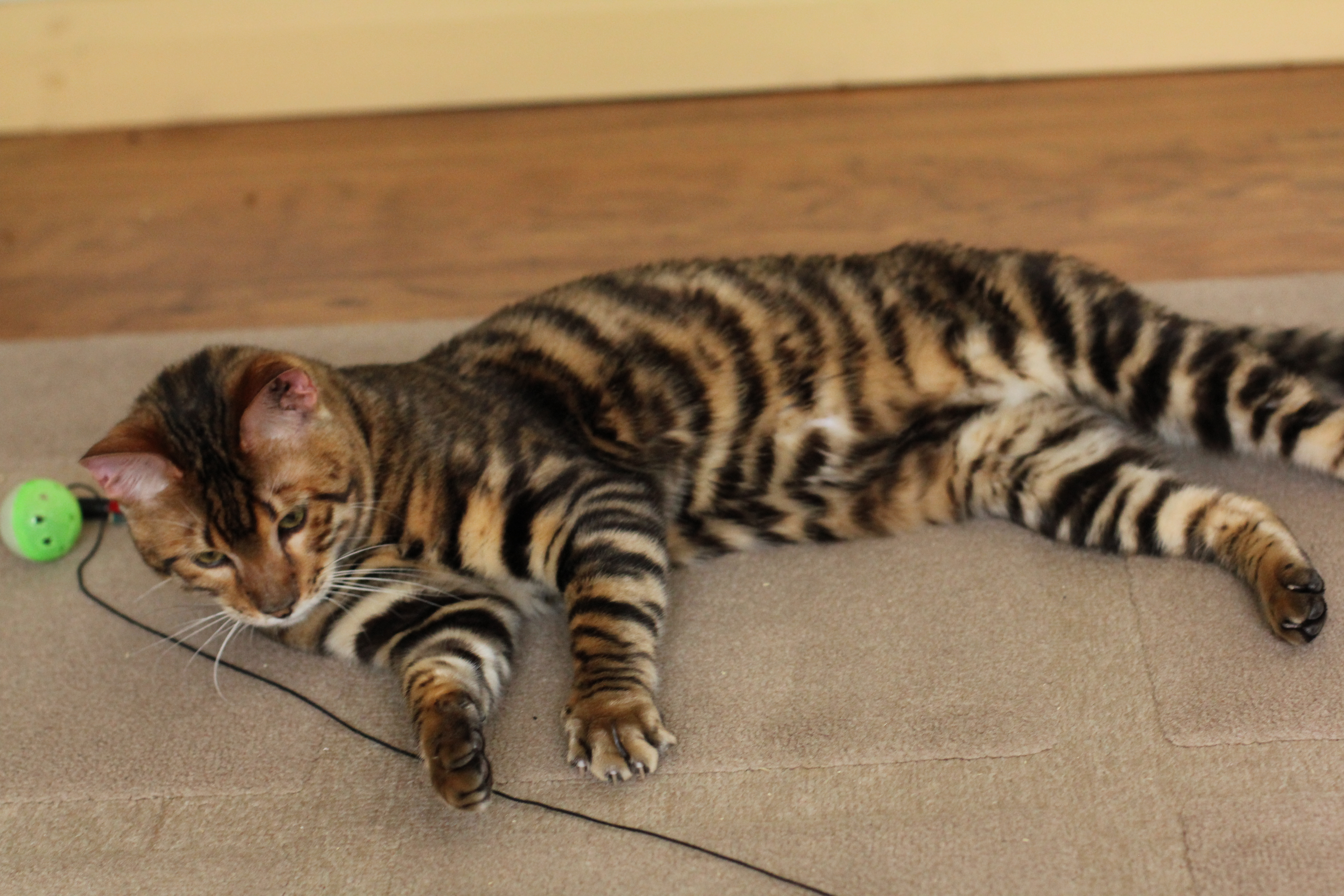
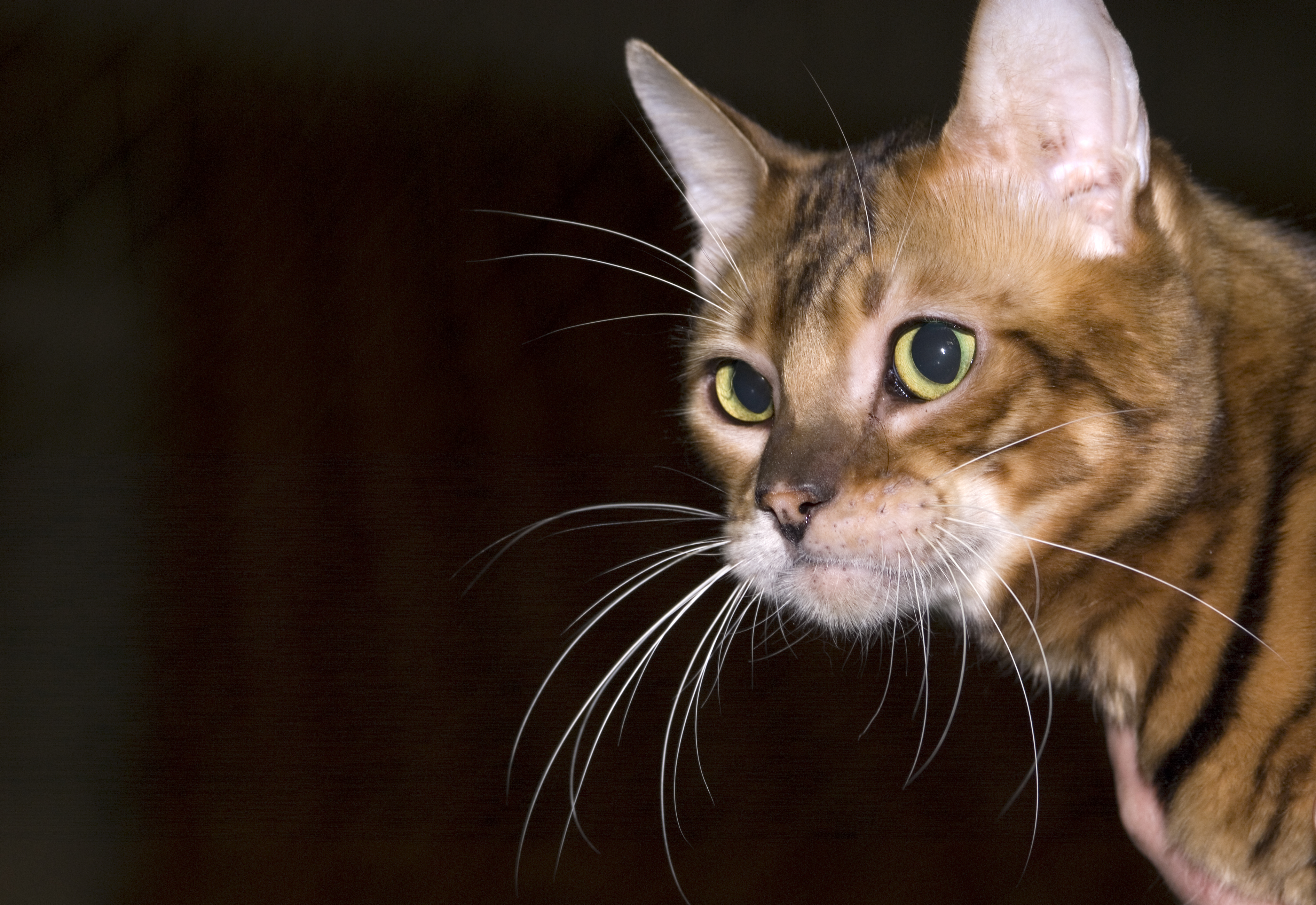
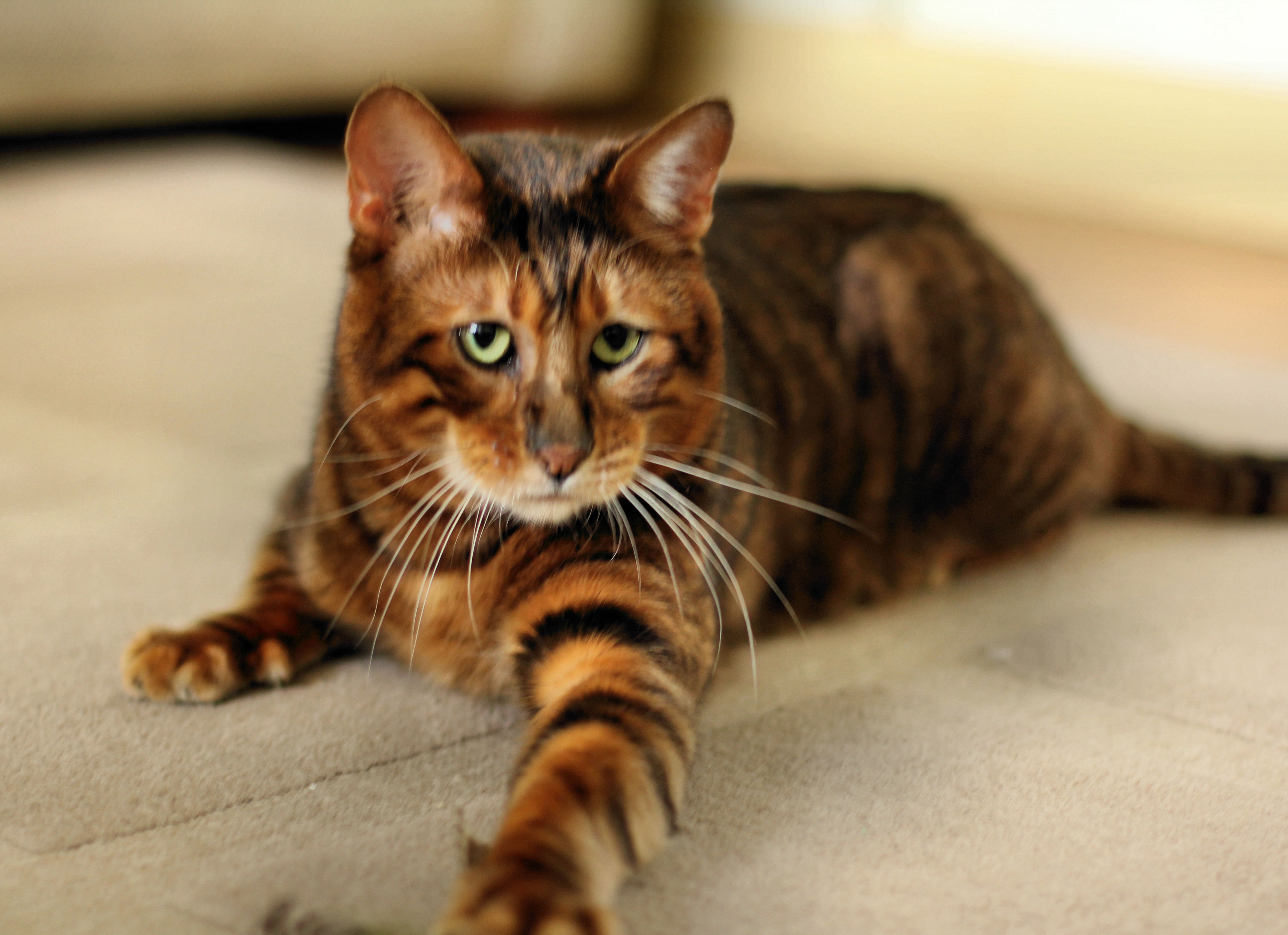